# Karoline von Manderscheid-Blankenheim

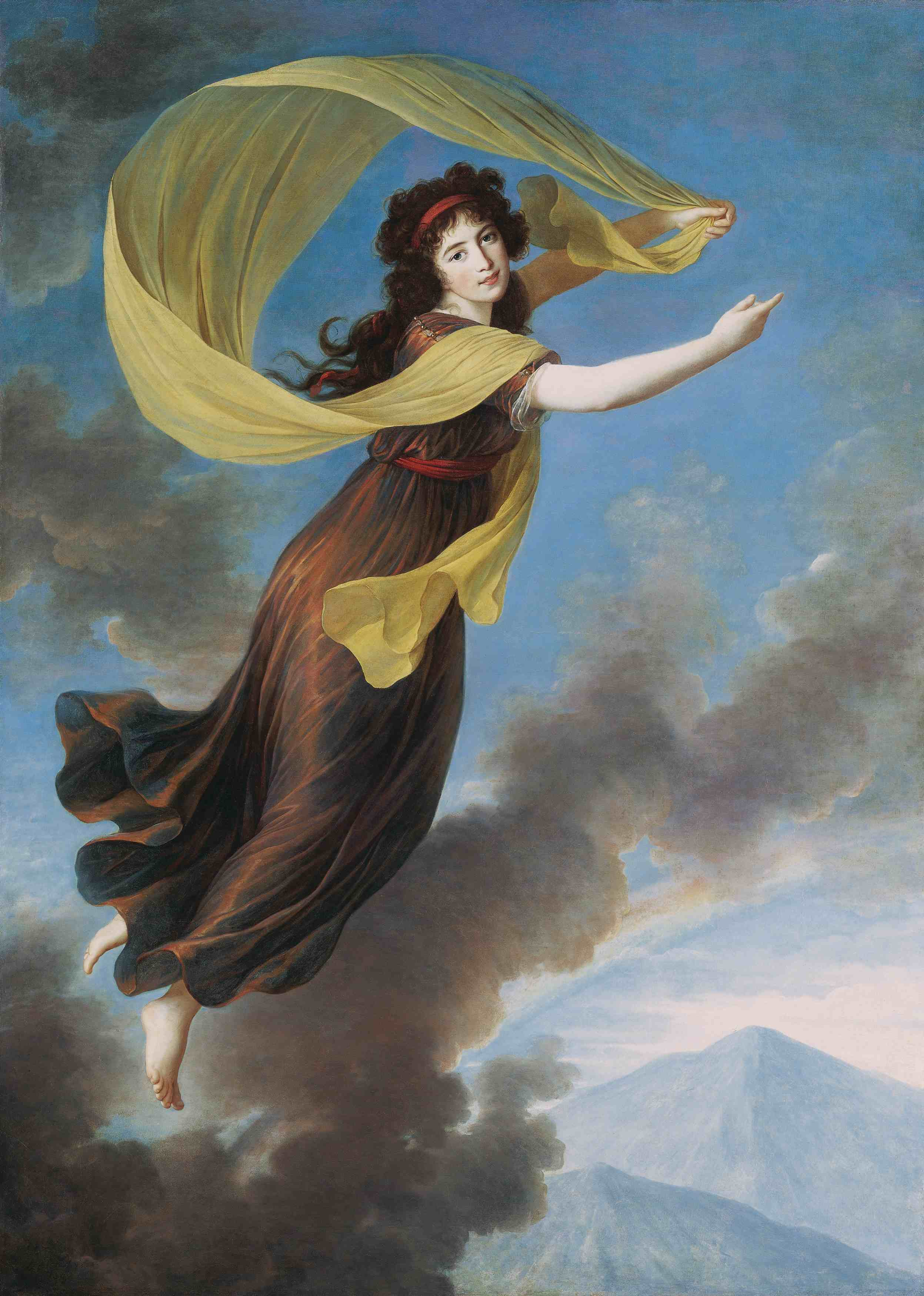
Karoline von Manderscheid-Blankenheim som Iris av Élisabeth Vigée-Lebrun (1793).

Karoline von Manderscheid-Blankenheim (Karoline Felicitas Engelberte), född 13 november 1768 i Wien, död 1 mars 1831 i Wien, furstinna av Liechtenstein 1783-1805; gift 16 november 1783 med furst Alois I av Liechtenstein.
Karoline var dotter till greve Johann Wilhelm von Manderscheid-Blankenheim Geroldseck och Maxine Francisca Johanna von Limburg-Styrum. Hon hade inga barn med maken men två med sin långvarige livspartner, den österrikiske armékaptenen Franz von Langendonck, bland annat sonen Karl Ludwig (född 1793, död efter 1868), som fick titeln Viscount von Fribert. Då maken dog 1805 efterträddes han av sin bror. Karoline tillbringade merparten av sitt liv i Wien.  